# Haematomis uniformis
Haematomis uniformis là một loài bướm đêm thuộc phân họ Arctiinae, họ Erebidae.